# Trzylatków Duży
Trzylatków Duży – wieś sołecka w Polsce położona w województwie mazowieckim, w powiecie grójeckim, w gminie Błędów.
| SIMC    | Nazwa           | Rodzaj    |
| ------- | --------------- | --------- |
| 0615173 | Sadurki         | część wsi |
| 0615167 | Trzylatków Mały | część wsi |

W latach 1975–1998 miejscowość administracyjnie należała do województwa radomskiego.